# 夏園駅
夏園駅（かえんえき）は、中華人民共和国広東省広州市黄埔区黄埔東路に位置する広州地下鉄5号線及び13号線の駅。

## 歴史
- 2017年12月28日：13号線の駅として開業[1]。
- 2023年12月28日：5号線の開業により、乗り換え駅となる[2]。

## 駅構造
両線とも島式ホーム1面2線を有する地下駅。

### のりば
| 番線 | 路線     | 行先             |
| ---- | -------- | ---------------- |
| 1    | ■ 5号線  | 黄埔新港方面     |
| 2    | ■ 5号線  | 広州駅・滘口方面 |
| 3    | ■ 13号線 | 新沙方面         |
| 4    | ■ 13号線 | 魚珠方面         |

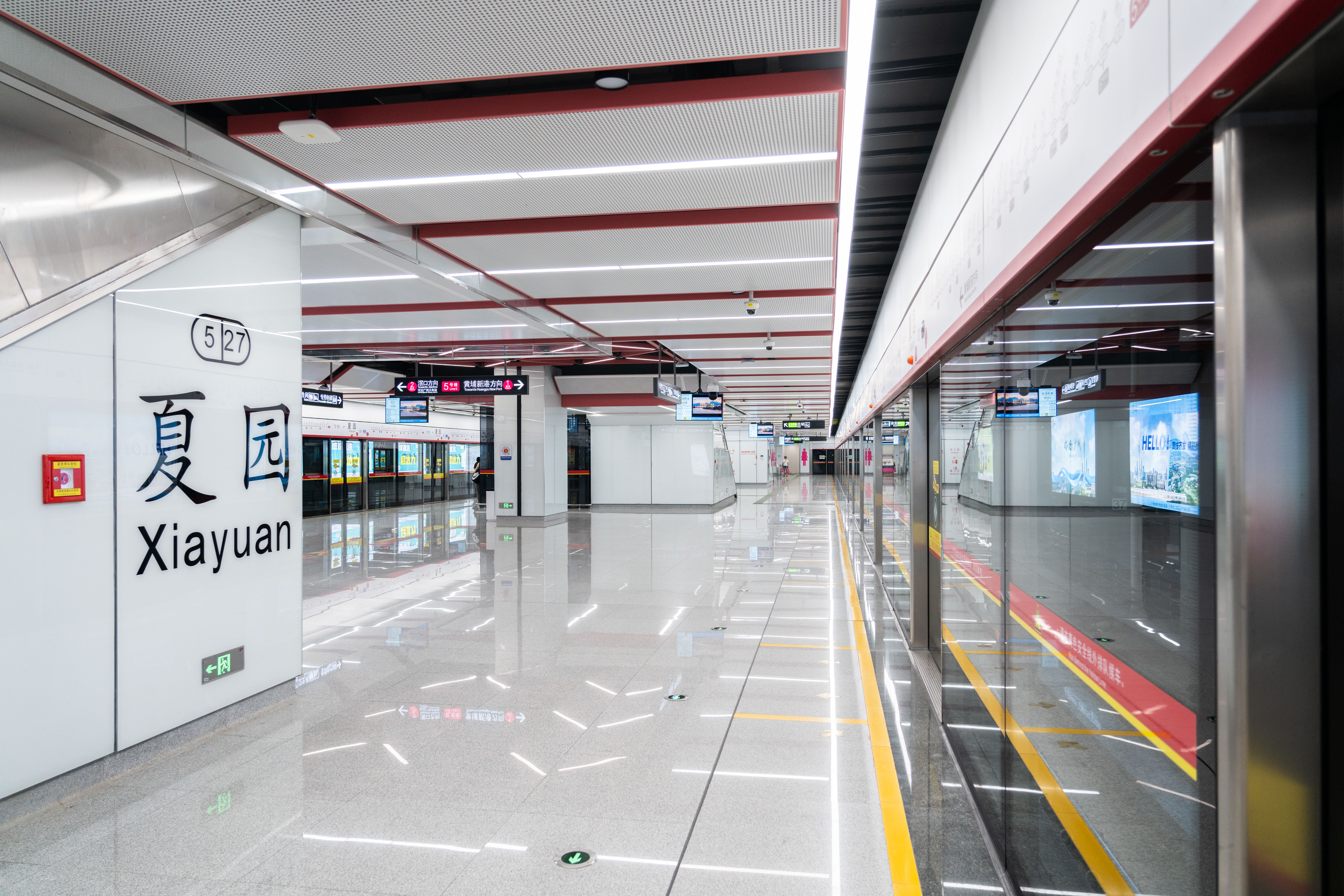
5号線ホーム（2024年4月）
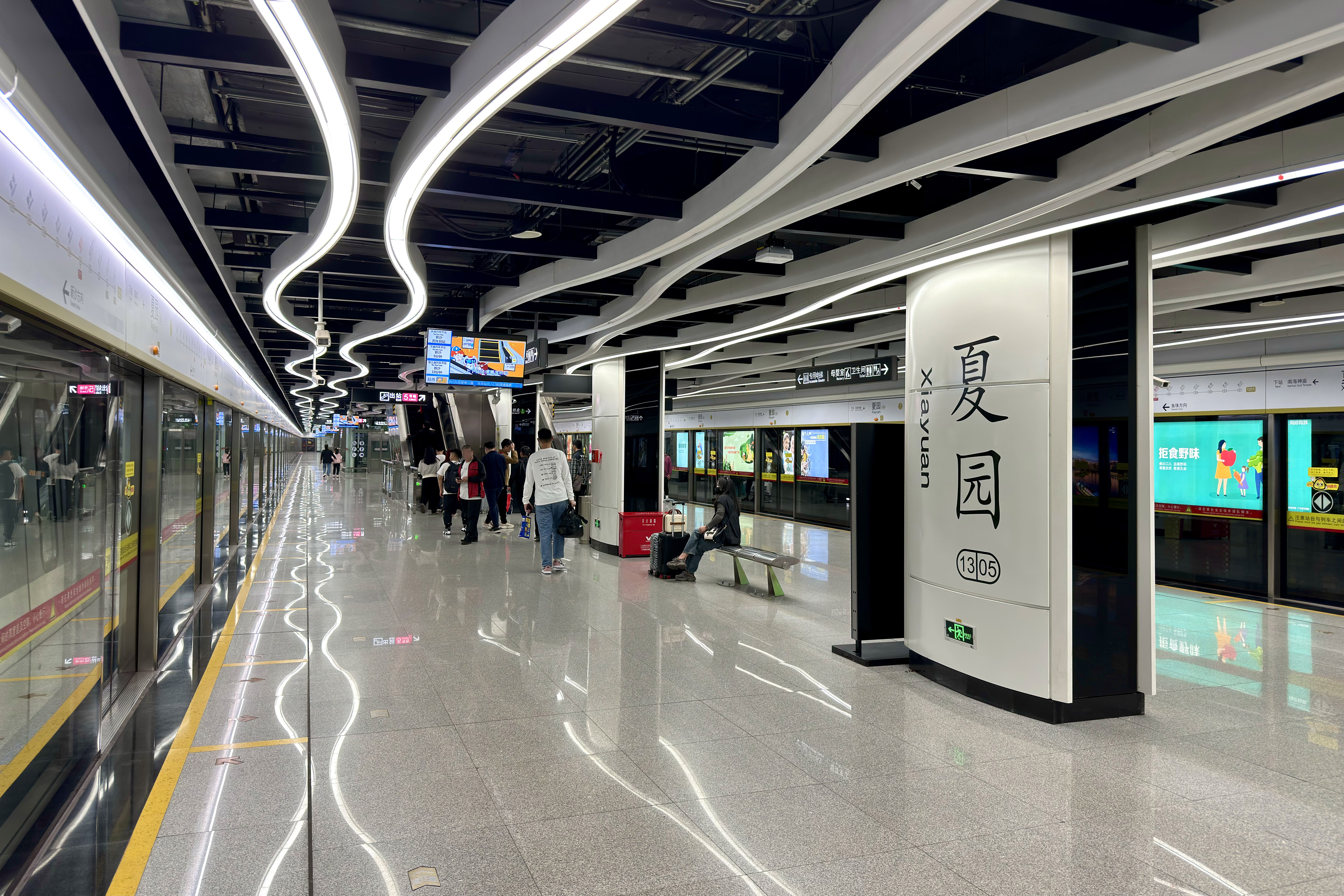
13号線ホーム（2023年12月）
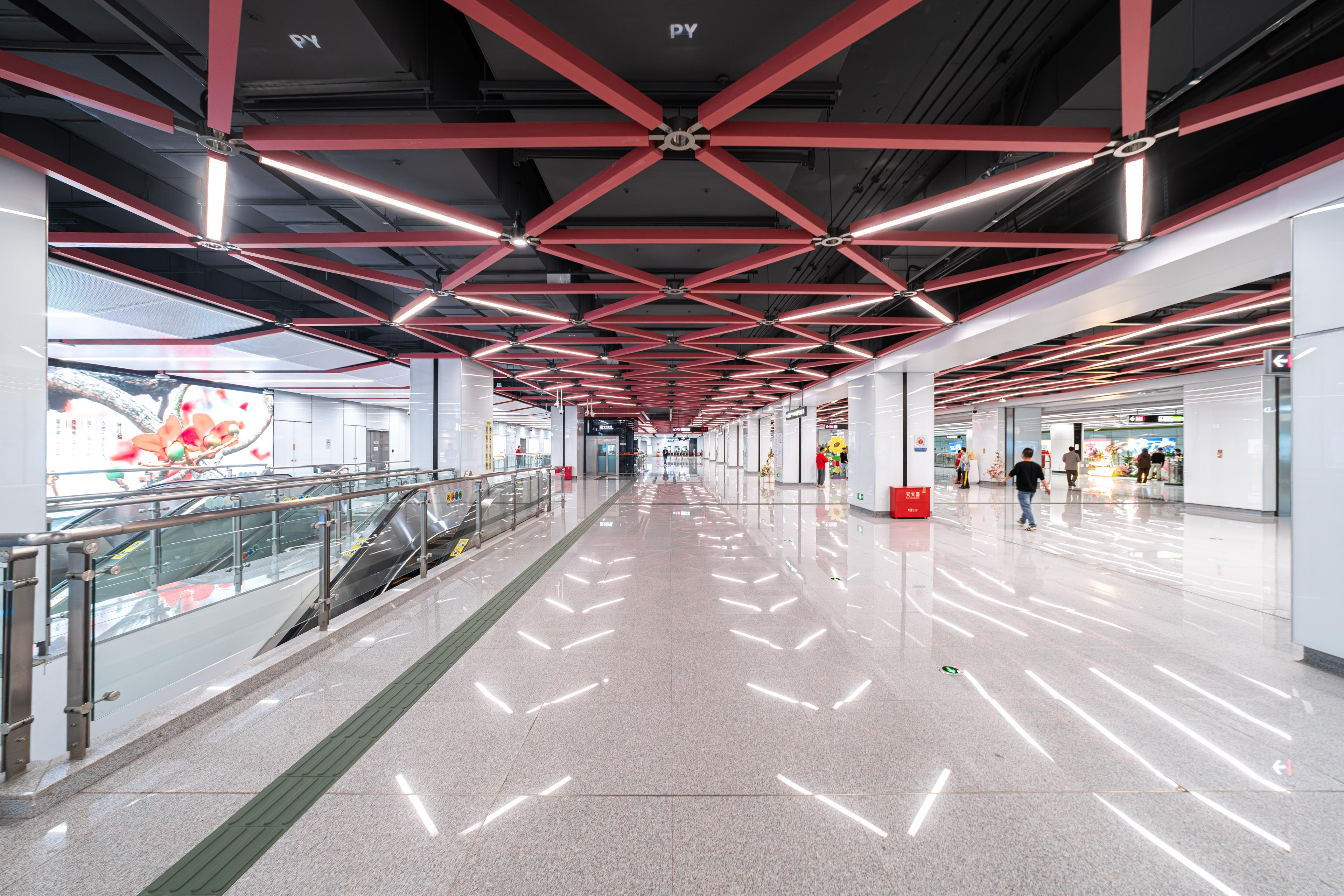
5号線コンコース（2023年12月）
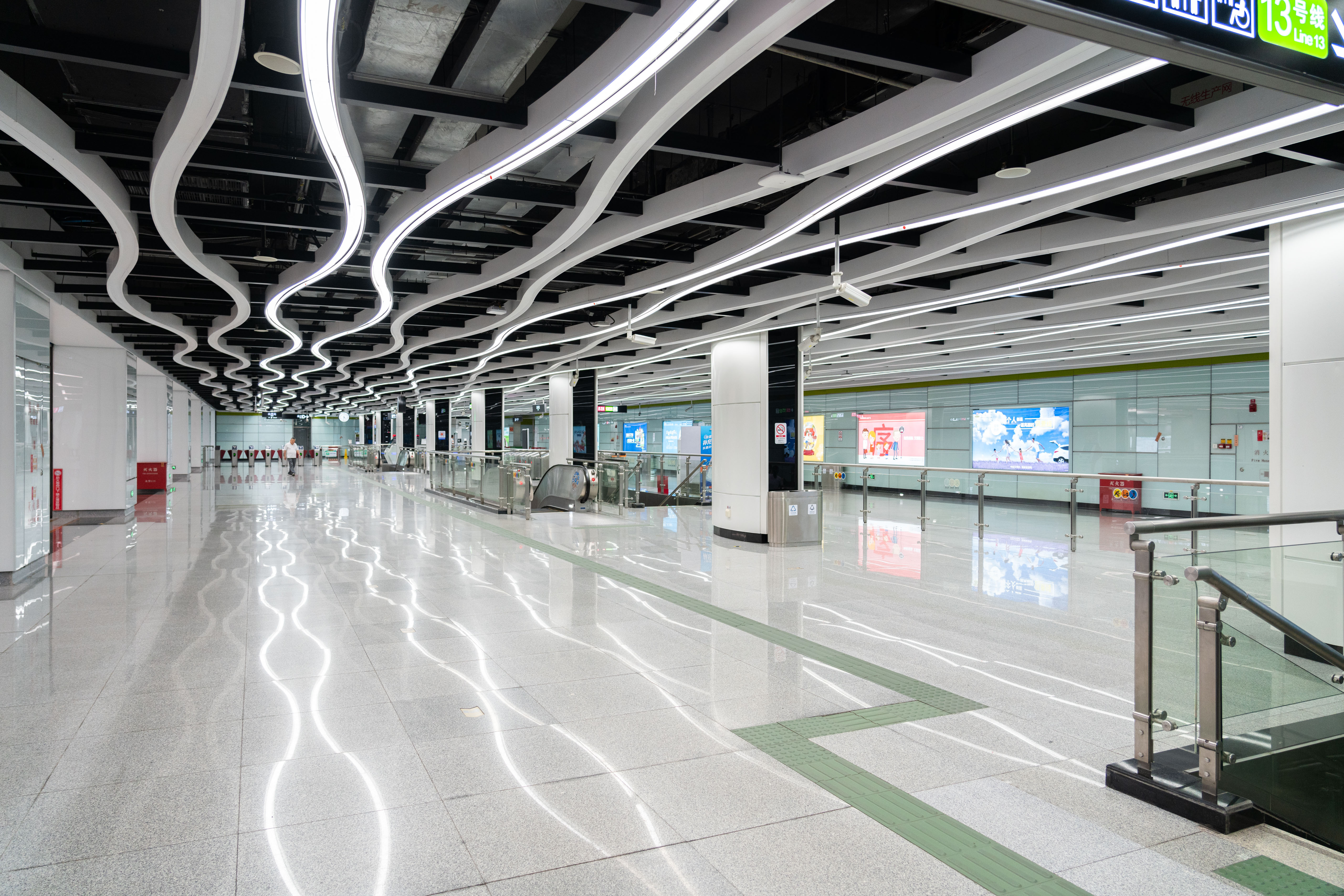
13号線コンコース（2024年4月）

## 駅周辺
- 夏園小学
- 夏園ビル
- 夏園村
- 景盛創意園
- 黄電新村

## 隣の駅
広州地下鉄
■ 5号線
廟頭駅 526 - 夏園駅 527 - 保盈大道駅 528
■ 13号線
南海神廟駅 1304 - 夏園駅 1305 - 南崗駅 1306